# Хан Сынсу
Хан Сынсу (кор. 한승수?, 韓昇洙?; 28 декабря 1936, Чхунчхон) — южнокорейский экономист, политик и дипломат. Был премьер-министром Кореи с 29 февраля 2008 по 28 сентября 2009 года; в 2001 и 2002 годах был также председателем 56-й сессии Генеральной Ассамблеи Организации Объединённых Наций.

## Образование
Хан Сынсу получил степень бакалавра в Университете Ёнсё в 1960, степень магистра в Сеульском университете в 1963. Стал доктором экономических наук в 1968 году в Йоркском университете. Преподавал во многих ВУЗ-ах Великобритании и Южной Кореи.

## Карьера
В 1988 году был впервые избран в Парламент Республики Корея. С 1993 по 1994 год был послом Республики Корея в США, с 1994 по 1995 главой администрации тогдашнего президента Ким Ён Сама, с 1996 по 1997 вице-премьером и министром финансов.
В апреле 2001 Хан Сынсу был назначен министром иностранных дел Республики Корея, а в сентябре того же года избран председателем Генеральной Ассамблеи Организации Объединённых Наций.
После периода работы в ООН Хан Сынсу снова вернулся в корейскую политику и в 2002 был вновь избран в Парламент Республики Корея. В 2004 королевой Елизаветой II был посвящён в рыцари.
Ли Мён Бак после своей победы на выборах 2007 года назначил Хан Сынсу премьер-министром Кореи. Его назначение было одобрено Парламентом 29 февраля 2008: 270 проголосовало за, 94 — против. Демократическая партия, считавшая Хан Сынсу неподходящим на роль премьера добилась переноса голосования с 25 февраля на 29, но в итоге решила не голосовать против, так как уже добилась отмены назначения трёх неудобных им министров.
В июне 2008 Хан Сынсу был вынужден подать в отставку вместе со своим правительством из-за протестов по поводу разрешения ввоза говядины из США в Южную Корею. Президент однако оставил его на месте, лишь немного изменив состав правительства.
После ухода с поста премьер-министра Хан Сынсу вернулся к деятельности в ООН. Ныне является членом Мадридского клуба.